# District de Mudan
Le district de Mudan (牡丹区 ; pinyin : Mǔdān Qū) est une subdivision administrative de la province du Shandong en Chine. Il est placé sous la juridiction de la ville-préfecture de Heze.